# Zbiornik wodny Morávka
Zbiornik wodny Morawka (czes. Vodní nádrž Morávka) – zbiornik zaporowy na rzece Morawka w Czechach, powyżej wsi Morawka. Powierzchnia: 79,5 ha. Zbiornik funkcjonuje jako element ochrony przeciwpowodziowej dorzecza górnej Odry oraz zbiornik wody pitnej dla miast zachodniej części Śląska Cieszyńskiego (Frydek-Mistek, Hawierzów i Czeski Cieszyn).

## Historia
Zapora wodna na Morawce, której główną funkcją miała być ochrona przeciwpowodziowa, była pierwotnie (na początku lat 50. XX w.) projektowana w rejonie Raszkowic, ok. 8 km poniżej obecnej lokalizacji. W terenie rozpoczęto już prace ziemne, kiedy pod koniec 1953 r. przedstawiony został alternatywny projekt wyżej położonej zapory, zlokalizowanej tuż poniżej ujścia do Morawki potoku Slavíč. Kładł on główny nacisk nie na aspekt przeciwpowodziowy, a na wykorzystanie planowanego zbiornika jako źródła wody do celów komunalnych (zaopatrzenie rozwijającej się aglomeracji ostrawskiej, a zwłaszcza planowanego zupełnie nowego miasta - Hawierzowa). Budowa zapory koło Raszkowic została odwołana - pozostał po niej kanał Morawka-Żermanice oraz związany z nim jaz na Morawce.
Budowa obiektu przebiegała w latach 1961–1967. W latach 1961–1964 miała miejsce budowa tamy, zaprojektowanej jako zapora ziemna. W odróżnieniu od konwencjonalnych rozwiązań, w których wykonywany jest nieprzemakalny rdzeń z materiału gliniasto-ilastego, zastosowano tu nietypowy płaszcz asfaltobetonowy. Brak doświadczeń z tego typu konstrukcjami i pośpiech w jej realizacji były powodem usterek, które zaobserwowano już podczas próbnego napełniania zbiornika w 1965 r. Zapora przemakała do tego stopnia (0,3 m³/s), że napełnianie musiało zostać przerwane, a cała powierzchnia zapory od strony górnej wody naprawiona i doszczelniona. Ostatecznie napełnienie zapory odbyło się w latach 1966-1967.
W latach 1997–2000 miała miejsce kompleksowa rekonstrukcja zapory przy całkowicie spuszczonej wodzie ze zbiornika. W jej ramach asfaltobetonowy płaszcz został zastąpiony warstwą folii PCV. Zbudowany został również drugi upust oraz nowa sztolnia drenażowa służąca odwodnieniu stoku nad zaporą.

## Elektrownia
W obiekcie zainstalowana została turbina Francisa o mocy 0,05 MW, a w roku 1994 dodatkowo turbina Bankiego-Michella o mocy 0,09 MW.

## Znaczenie rekreacyjne
Otoczenie zbiornika stanowi strefę ochrony sanitarnej, dlatego nie jest on wykorzystywany do celów rekreacyjnych.